# Centris aethiocesta
Centris aethiocesta är en biart som beskrevs av Roy R. Snelling 1984. Centris aethiocesta ingår i släktet Centris och familjen långtungebin. Inga underarter finns listade.